# Giro de Italia 1962
La 45.ª edición del Giro de Italia se disputó entre el 19 de mayo y el 9 de junio de 1962, con un recorrido de 21 etapas y 4180 km, que el vencedor completó a una velocidad media de 33,955 km/h. La carrera comenzó y terminó en Milán.
Tomaron la salida 130 participantes, de los cuales 47 terminaron la carrera.
Una vez más, las condiciones meteorológicas resultaron críticas en el desarrollo del Giro de Italia. En la 14.ª etapa, una intensa tormenta de nieve obligó a la organización a acortar la etapa, eliminando del trazado previsto los dos últimos puertos de montaña y declarando terminada la carrera en la cima del Paso Rolle, adonde el primero en llegar fue Vincenzo Meco. Aquel día, abandonaron nada menos que 57 corredores. Aunque sin duda, la etapa decisiva para esta carrera fue la 16.ª, en la que venció el español Angelino Soler y en la que Franco Balmamion fue segundo a casi un minuto y medio. El italiano fue el gran beneficiado del día, al asestar un duro golpe a la clasificación general, y convertirse al día siguiente en el nuevo líder de la carrera. Como era habitual, la penúltima etapa volvía a ser de alta montaña, dando así grandes posibilidades de triunfo en la carrera a los escaladores. Sin embargo, esta vez no hubo sorpresas, y Balmamion logró retener sin problemas la maglia rosa. 
Angelino Soler, con tres triunfos de etapa (también fue 2.º en la 13.ª etapa) y la clasificación de la montaña fue el mejor representante español de la prueba. Por su parte, José Pérez Francés, 2.º en la 9.ª etapa, fue el mejor español situado en la clasificación general, al terminar 6.º. Por detrás de él, Suárez, que volvió a vestir la maglia rosa durante tres días, fue 11.º y Soler, 12.º.

## Equipos participantes
| Equipo             | Jefe de filas      |
| Ignis-Moschettieri | Arnaldo Pambianco  |
| Atala              | Vito Taccone       |
| Carpano            | Carlo Azzini       |
| Ferrys             | José Pérez Francés |
| Gazzola            | Charly Gaul        |
| Ghigi              | Pierino Baffi      |
| Legnano            | Renzo Accordi      |

| Equipo           | Jefe de filas    |
| Liberia-Grammont | Henry Anglade    |
| Molteni          | Guido de Rosso   |
| Philco           | Vittorio Adorni  |
| San Pellegrino   | Severino Angella |
| Torpado          | Antonio Accorsi  |
| Faema-Flandria   | Rik Van Looy     |
|                  |                  |

## Etapas
| Etapa | Recorrido                          | Km  | Ganador             | Líder               |
| 1.ª   | Milán-Tabiano Terme                | 185 | Dino Liviero        | Dino Liviero        |
| 2.ª   | Salsomaggiore Terme-Sestri Levante | 158 | Graziano Battistini | Graziano Battistini |
| 3.ª   | Sestri Levante-Panicogliara        | 225 | Angelino Soler      | Antonio Suárez      |
| 4.ª   | Montecatini Terme-Perugia          | 248 | Antonio Bailetti    | Antonio Suárez      |
| 5.ª   | Perugia-Rieti                      | 258 | Joseph Carrara      | Antonio Suárez      |
| 6.ª   | Rieti-Fiuggi                       | 193 | Willy Schroeders    | Vincenzo Meco       |
| 7.ª   | Avellino-Montevergine              | 224 | Armand Desmet       | Armand Desmet       |
| 8.ª   | Avellino-Foggia                    | 110 | Huub Zilverberg     | Armand Desmet       |
| 9.ª   | Foggia-Chieti                      | 205 | Rik Van Looy        | Armand Desmet       |
| 10.ª  | Chieti-Fano                        | 218 | Giuseppe Tonucci    | Armand Desmet       |
| 11.ª  | Fano-Castrocaro Terme              | 170 | Rik Van Looy        | Armand Desmet       |
| 12.ª  | Forlì-Lignano Sabbiadoro           | 298 | Bruno Mealli        | Armand Desmet       |
| 13.ª  | Lignano Sabbiadoro-Belluno         | 173 | Guido Carlesi       | Armand Desmet       |
| 14.ª  | Belluno-Paso Rolle                 | 160 | Vincenzo Meco       | Graziano Battistini |
| 15.ª  | Moena-Aprica                       | 215 | Vittorio Adorni     | Graziano Battistini |
| 16.ª  | Aprica-Pian dei Resinelli          | 123 | Angelino Soler      | Graziano Battistini |
| 17.ª  | Lecco-Casale Monferrato            | 194 | Armando Pellegrini  | Franco Balmamion    |
| 18.ª  | Casale Monferrato-Frabosa Soprana  | 232 | Angelino Soler      | Franco Balmamion    |
| 19.ª  | Frabosa Soprana-Saint-Vincent      | 193 | Giuseppe Sartore    | Franco Balmamion    |
| 20.ª  | Le Balconate-Valdostane            | 238 | Alberto Assirelli   | Franco Balmamion    |
| 21.ª  | Saint-Vincent-Milán                | 160 | Guido Carlesi       | Franco Balmamion    |

## Clasificaciones
| \| 1. \| Franco Balmamion \| Italia \| 123h 07' 03" \| \| 2. \| Imerio Massignan \| Italia \| + 3' 57" \| \| 3. \| Nino Defilippis \| Italia \| + 5' 02" \| \| 4. \| Vito Taccone \| Italia \| + 5' 21" \| \| 5. \| Vittorio Adorni \| Italia \| + 7' 11" \| \| 6. \| José Pérez Francés \| España \| + 7' 29" \| \| 7. \| Ercole Baldini \| Italia \| + 7' 54" \| \| 8. \| Graziano Battistini \| Italia \| + 8' 05" \| \| 9. \| Guido Carlesi \| Italia \| + 14' 22" \| \| 10. \| Armand Desmet \| Bélgica \| + 15' 55" \| |                     |         |              |
| 1. | Franco Balmamion    | Italia  | 123h 07' 03" |
| 2. | Imerio Massignan    | Italia  | + 3' 57"     |
| 3. | Nino Defilippis     | Italia  | + 5' 02"     |
| 4. | Vito Taccone        | Italia  | + 5' 21"     |
| 5. | Vittorio Adorni     | Italia  | + 7' 11"     |
| 6. | José Pérez Francés  | España  | + 7' 29"     |
| 7. | Ercole Baldini      | Italia  | + 7' 54"     |
| 8. | Graziano Battistini | Italia  | + 8' 05"     |
| 9. | Guido Carlesi       | Italia  | + 14' 22"    |
| 10. | Armand Desmet       | Bélgica | + 15' 55"    |

| \| 1. \| Angelino Soler \| España \| - \| \| 2. \| Joseph Carrara \| Francia \| - \| \| 3. \| Vincenzo Meco \| Italia \| - \| |                |         |   |
| 1. | Angelino Soler | España  | - |
| 2. | Joseph Carrara | Francia | - |
| 3. | Vincenzo Meco  | Italia  | - |

| \| 1. \| Faema-Flandria \| Bélgica \| - \| - \| |                |         |   |   |
| 1.                                              | Faema-Flandria | Bélgica | - | - |